# هانوي أو رانجي
هانوي أو رانجي (بالإنجليزية: Hanui - o - Rangi)‏ والد الرياح. هو رب الريح البولينيزي الأصلي. وهو ابن ربة السماء رانغي Rangi. ابنه هو توهيري ماتيا Tawhiri - Matea إلى جانب عدد آخر من أرباب الريح والعاصفة.